# White Plains (New York)
White Plains város az USA New York államában, Westchester megyében. Lakosainak száma 59 559 fő (2020. április 1.).

## Népesség
A település népességének változása:
| Lakosok száma | 2381 | 56 853 | 59 559 |
|               | 1880 | 2010   | 2020   |